# Dobongsan (Metro de Seúl)
Dobongsan es una estación de la Línea 1 y la Línea 7 del Metro de Seúl. Es la estación geográficamente situada más al norte en Seúl, también siendo la más cercana al Monte Dobong (de ahí su nombre, Dobongsan), un monte situado entre Seúl y Yangju. 
Cabe destacar que la estación de la línea 7 es la única estación transbordo operada por la SMRT que no es subterránea.
- Datos: Q68633
- Multimedia: Dobongsan Station / Q68633